# Ziad Tlemçani
Ziad Tlemçani (* 10. květen 1963) je bývalý tuniský fotbalový útočník a reprezentant.

## Reprezentační kariéra
Ziad Tlemçani odehrál 20 reprezentačních utkání. S tuniskou reprezentací se zúčastnil Mistrovství světa 1998.

## Statistiky
| Tunisko | Tunisko | Tunisko |
| Roky    | Záp.    | Góly    |
| ------- | ------- | ------- |
| 1990    | 2       | 0       |
| 1991    | 3       | 0       |
| 1992    | 4       | 0       |
| 1993    | 3       | 1       |
| 1994    | 2       | 0       |
| 1995    | 0       | 0       |
| 1996    | 0       | 0       |
| 1997    | 0       | 0       |
| 1998    | 6       | 3       |
| Celkem  | 20      | 4       |